# Вулиця Марка Вовчка (Львів)
Вулиця Ма́рка Вовчка́ — вулиця у Залізничному районі міста Львова. Сполучає вулицю Городоцьку з вулицею Олени Степанівни. Прилучаються вулиці Голубовича, Декарта та Морозенка.

## Історія
Вулиця виникла наприкінці XIX століття, у 1898 році отримала назву Королеви Ядвіги, на честь польської королеви Ядвіги Анжуйської. Під час німецької окупації — Гедвіґґассе. Сучасна назва — з грудня 1944 року, на честь української письменниці Марко Вовчок.

## Забудова
Вулиця забудована переважно три- та чотириповерховими будинками у стилях класицизму, віденської сецесії та польського конструктивізму.

### Будинки
№ 3 — п'ятиповерховий будинок зведений у 1950-х роках. 2019 року при будинку, що на вулиці Марка Вовчка, 3 відкрили мультифункційний майданчик з вуличними тренажерами, зоною для «Street Workout», полем для гри у футбол та баскетбол з поліуретановим покриттям.
№ 4 — за часів Польської республіки у будинку містилася Повітова каса хворих.
№ 14 — будинок колишньої великої синагоги «Гал Ед», збудований у 1901 році на кошти Якова Гала, яка навіть пережила німецьку окупацію, проте на початку 1970-х років зачинена, у 1972 році приміщення синагоги переобладнали під клуб швейної фабрики, а згодом під житловий будинок.
№ 19 — за часів Польської республіки у будинку містилася біжутерія Рубенфельда.
№ 21 — житловий будинок, де від радянських часів міститься спортивно-технічний клуб та курси водіїв.
№ 26 — за часів Польської республіки у будинку працював ресторан Дункеля. Від радянських часів тут працює магазин «Продукти», від 1990-х років бар «Калина».
№ 31 — у міжвоєнний період в будинку працювала аптека імені Королеви Ядвіги (власник Генрік Мессута). Нині — аптека готових лікарських форм «Аралія» № 32.